# 핀란디아 보드카
핀란디아 보드카(영어: Finlandia vodka)는 핀란드에서 생산되는 보드카이다. 핀란드 알티아사가 운영하는 일마요키의 코스켄코르바 마을에서 보리를 증류해 만든 것이다. 증류된 알코올은 헬싱키에서 북쪽으로 약 45km 떨어진 누르미얘르비의 라자매키 마을에 있는 생산 시설로 운반된다. 라자매키에서 증류주는 얼음물과 혼합되어 맛을 내고 병에 담는다.
핀란디아는 1970년 핀란드의 국영 알코올 음료 회사인 알코에 의해 설립되었다. 현재는 브라운포맨 코퍼레이션이 소유하고 있다.
핀란디아 보드카는 총 135개국에서 유통되고 있는데, 전 세계 시장에서 핀란드와 매우 광범위하게 연관되어 있다. 맛은 크랜베리 맛(1994년 이후), 라임 맛(1999년), 망고 맛(2004년), 레드베리 맛(2004년), 야생 딸기 맛(2005년), 자몽(2006년), 귤(2009년), 블랙커런트 맛(2009년) 등이 있다.

## 역사
핀란디아 보드카를 생산하는 증류소는 1888년에 설립되었다. 빌헬름 쥐스린은 누르미얘르비 교구에 있는 핀란드의 작은 마을 라자매키의 빙하 샘 옆에 있다. 오늘날, 같은 역사적 위치에 있는 시설은 여전히 핀란드를 제조하고 포장한다.
1920년 핀란드에서 알코올 금지법이 통과된 후, 라자메키 증류소는 약국 및 기타 비 음료 목적으로 핀란드 정부에 의해 구입 되었다. 1932년 금지법이 폐지되자 보드카 생산에 대한 독점적인 통제권을 국가가 넘겨받았다.
1970년 핀란드의 국영 알코올 음료 회사인 알코는 핀란디아 보드카 브랜드를 설립했다. 1년 후, 핀란디아는 미국에서 판매된 최초의 노르딕 보드카이자 프리미엄 카테고리로 분류된 최초의 수입 보드카 브랜드가 되었다.
1975년 핀란드의 라자메키 지점에 새로운 알코올 음료 공장이 건설되었고, 1987년에는 증류 작업이 코스켄코르바 공장에 집중되었다.
2000년 미국에 본사를 둔 민간기업 브라운포맨이 핀란디아 보드카 월드 와이드의 지분 45%를 인수했으며, 알코의 생산부문의 후계자인 국영기업 알티아 그룹이 55%의 소유권을 보유하고 있다. 2년 후 브라운포먼은 핀란드 보드카의 지분 35%를 추가로 취득했다. 2004년, 브라운포먼은 핀란드 보드카의 나머지 20%를 인수했고 브랜드의 100% 소유권을 인수했다.
2016년 블룸버그는 브라운포맨이 핀란드 보드카의 판매를 고려하고 있다고 보도했다.

## 생산
핀란디아 보드카는 핀란드에서 재배한 6열 보리와 순수한 빙하 샘물로 생산된다고 알려져있다.
핀란드 서부 코스켄코르바 공장에서는 알티아의 다압 증류 시스템을 이용해 발효된 6열 보리의 초기 증류가 평균 높이 25m의 7개 기둥에서 이뤄진다. 200개 이상의 증류 단계를 통해 연속적인 공정에서 결정립 스피릿이 이동함에 따라 동체 알코올 및 오일뿐만 아니라 치명적인 메탄올을 포함한 모든 잔여 불순물이 제거된다. 곡물 으깨기부터 최종 중성 증류주가 기둥 밖으로 흘러나올 때까지 전체 생산 과정은 약 50시간이 걸린다.
마지막 생산물인 96.5%의 곡물 증류주는 헬싱키 근처의 라자매키 마을에 있는 역사적인 알코올 음료 공장으로 남쪽으로 약 315km(196마일) 이송된다. 보리 증류액은 라자매키 샘의 빙하수로 희석된다. 물은 빙하기 동안 후퇴하는 빙하에 의해 형성된 모래와 모래를 통해 자연적으로 여과되기 때문에 다른 보드카와 달리 이온화, 삼투 처리 또는 기타 인공적인 정화가 사용된다.
공정 전반에 걸쳐 사용되는 냉난방수는 온도를 효율적으로 제어하고 물 사용량을 최소화하기 위해 폐쇄형 시스템에서 재순환된다.

## 품종

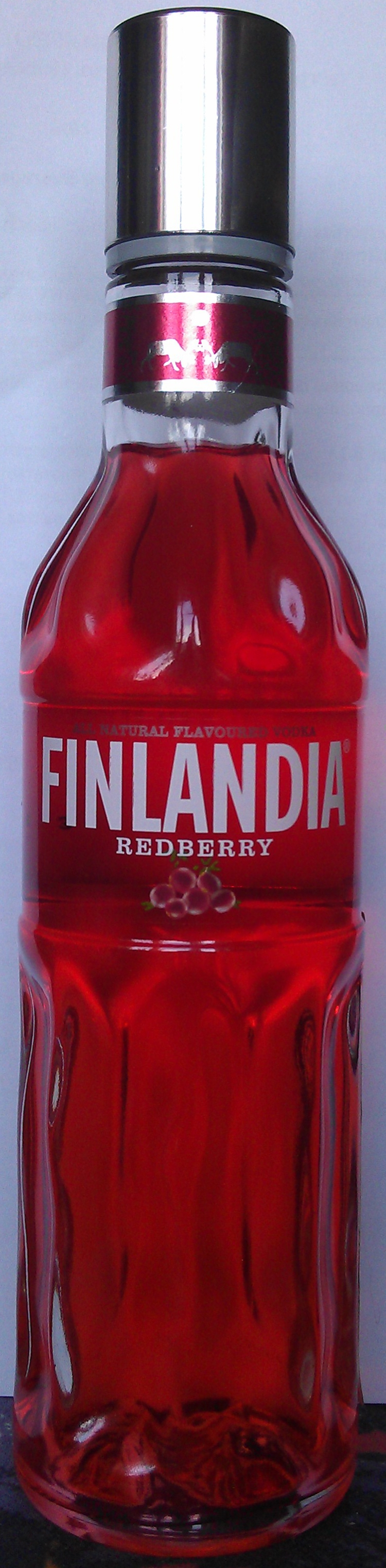
핀란디아 레드베리

핀란디아는 순수한 형태(증류된 알코올 + 물)와 여러 가지 맛 버전으로 제공된다.
| 이름                 | 출시됨 | 설명 |
| -------------------- | ------ | --- |
| 핀란디아 클래식      | 1970년 | 순수 보드카 40%, 80 프루프 알코올 |
| 핀란디아 크랜베리    | 1994년 | 크랜베리 맛 보드카 |
| 핀란디아 라임        | 1999년 | 라임 맛 보드카 |
| 핀란디아 망고        | 2004년 | 망고 맛 보드카 |
| 핀란디아 레드베리    | 2004년 | 크랜베리 맛 보드카 |
| 핀란디아 자몽        | 2006년 | 자몽 맛 보드카 |
| 핀란디아 블랙커런트  | 2009년 | 블랙커런트 맛 보드카 |
| 핀란디아 귤          | 2009년 | 귤맛 보드카 |
| 핀란디아 라즈베리    | 2011년 | 라즈베리 맛 보드카 |
| 핀란디아 101         | 2011년 | 순수 보드카 50.5%, 101 프루프 알코올 |
| 핀란디아 플래티넘    | 2011년 | 순수 보드카 40%, 80 프루프 알코올, 한정판. 핀란디아 클래식과 동일한 물, 증류주 및 증류법. 차이점은 레시피와 자작나무 -목재 연화에 있다. 소량 한정 배치로 수작업으로 생산된다. 각 병에는 번호가 매겨져 있다. |
| 핀란디아 코코넛      | 2014년 | 코코넛 맛 보드카 |
| 핀란디아 노르딕 베리 | 2015년 | 링곤베리, 클라우드베리, 빌베리 맛 보드카 |

## 핀란디아 홍보 프로모션
지난 수십 년 동안, 핀란드 보드카의 마케팅은 많은 세계적인 홍보 캠페인을 수반했다.
- 1976–1985 맛이 주요 초점인 여러 광고 캠페인에서는 이런 문구에 집중하였다.: "여기 오렌지 주스 애호가와 토마토 주스 애호가를 위한 보드카가 있습니다."  "보드카 애호가를 위한 보드카"(1976).[2] "보드카, 순수 주의자를 위한 보드카"(1977).[3] "보드카를 즐겨 마시는 사람들을 위한 보드카"(1982). "보드카 애호가를 위한 핀란드 보드카"(1983). "얼음 위에서 세계 최고의 보드카."(1984–85).[4]
- 1990 캠페인 "Finlandia. Vodka From the Top of the World "는 보드카를 마시는 사람들이 높이 평가하는 특성인 차갑고 깨끗하며 순수함을 강조했다.[5] 이 캠페인은 2006년에 다시 도입됐다.
- 1998 의 캠페인에서 "전생에 나는 순수하고 빙하의 샘물이었다"[9] 캠페인이 "전생"이라는 주제 아래 핀란디아 보드카가 빙하의 기원을 회상하는 캠페인을 시작했다. 광고 시리즈는 거친 사진과 과거의 삶에 대해 이야기하는 인물들을 통해 과거의 감각을 불러일으킨다.
- 1999 "Refresh" 캠페인은 핀란디아 보드카를 "완전히 상쾌함"으로 포착했다.[6][7]
- 2002년 핀란디아는 제임스 본드 영화 시리즈인 "007 Die Another Day "에 " 제임스 본드의 공식 보드카"로 등장한다.[8]
- 2005 "순수한 곳에서 온 보드카" 캠페인은 핀란드 유산과 "순수한 빙하 샘물"을 사용하여 핀란드를 "네이키드 보드카"로 선언합니다. 눈 덮인 풍경을 배경으로 투명한 병은 "당신이 무엇인지 정확히 볼 수 있습니다", "숨길 것이 없을 때 아무것도 숨기지 않는 경향이 있습니다"와 같은 제목 아래 포즈를 취합니다.[10]
- 2013 "덜 평범하지 않은 삶으로" 캠페인은 6줄 보리, 빙하수, 한밤중의 태양 프로세스가 혼합되어 핀란디아가 덜 평범한 방식으로 생산되는 "덜 평범하지 않은 보드카"임을 설명하기 위해 고안되었습니다. 이 캠페인은 시청자가 일상에 안주하지 않고 덜 평범한 삶을 포용하도록 영감을 주기 위한 것입니다.[11]

## 병 디자인
Frozen Ice(1970) 타피오 위르칼라는 북극 북부 라플란드의 얼음처럼 차가운 음료의 느낌을 전달하는 오리지널 "겨울왕국 얼음" 병을 설계했다. 질감이 있는 유리가 고드름의 표면처럼 반짝였다. 레이블에는 지평선에서 미드나잇 선에 맞서 싸우는 두 마리의 하얀 순록이 등장했다.
Hammered Ice (1998) 한센 디자인 오브 디자인 필라델피아는 "Hammered Ice" 병 디자인을 도입했다. 종이 라벨이 떨어졌고 옻칠한 텍스트로 대체되었다.
Glacial Ice (2003)는 핀란드의 탁상 유리이자 산업 디자이너인 Harri Koskinen은 뉴욕의 Wallace Church & Co 그래픽 디자이너 및 Finlandia Global 패키지 디자인 팀과 함께 "Glacial Ice" 병을 설계하고 출시했다. 그 질감은 얼음이 녹는 느낌을 모방하여 브랜드의 빙하 샘물의 기원을 포착했다.
Melting Ice (2011) 핀란디아는 "Melting Ice"라고 불리는 새로운 병을 소개했다. 이 병은 이전 핀란드 병을 개발하는 데 중요한 역할을 했던 핀란드의 디자이너 하리 코스키넨과 새로운 형태를 조각한 뉴욕에 기반을 둔 산업 디자이너 케네스 허스트를 포함한 디자이너들의 공동의 노력을 통해 개발되었다.